# Magdalena (Jalisco)
Pour les articles homonymes, voir Magdalena.
Magdalena est une ville et une municipalité de l'État de Jalisco, au Mexique.
La municipalité a 22 643 habitants en 2015.

## Situation et climat
Magdalena se trouve à 78 kilomètres au nord-ouest de Guadalajara dans la région Valles du Jalisco. La municipalité couvre une superficie de 445,36 km2. Elle est bordée à l'ouest par l'État de Nayarit, au nord par la municipalité de Hostotipaquillo, à l'est par la municipalité de Tequila et au sud par les municipalités de San Juanito de Escobedo, Etzatlán et San Marcos.
Le chef-lieu se situe à 1 400 m d'altitude tandis que l'altitude moyenne est de 1 675 m dans la municipalité.
La température moyenne annuelle est de 21,4 °C.
Les vents dominants viennent du nord-ouest.
Les précipitations annuelles moyennes font 1 013 mm.
Il pleut principalement de juin à octobre.
Il y a 18 jours de gel par an en moyenne.

## Histoire

Carte du Jalisco préhispanique.

À l'époque préhispanique, la ville s'appelle Xochitepec — ce qui signifie à côté de la colline fleurie —, elle consiste principalement en deux îles habitées par des Tecuexes (es) au centre de l'ancien lac Atitic et elle est gouvernée par un cacique.
Le caciquat de Xochitepéc (es) reste longtemps indépendant puis devient tributaire de la seigneurie d'Etzatlán. Son dernier dirigeant avant la conquête espagnole, Goaxicar, ne se soumet que nominalement lorsque les Espagnols prennent Etzatlán en 1524 et il se révolte sans succès en 1538. Cependant, en 1541, Goaxicar et ses alliés d'Ameca, Tequila et Ahualulco contraignent les Espagnols à quitter Etzatlán.
Les îles sont abandonnées après une tornade destructrice. Frère Luis Navarro fonde en 1604 l'église et le couvent franciscain dédiés à sainte Marie Madeleine.
Magdalena accède au statut de municipalité avant 1837 au plus tard.

## Démographie
En 2010, La municipalité compte 21 321 habitants pour une superficie de 445,36 km2, dont 76% de population urbaine.
Elle comprend 18 localités dont les plus importantes sont le chef-lieu Magdalena (16 214 habitants), San Andrés (1 564 habitants), La Quemada (1 238 habitants), La Joya (977 habitants) et San Simón (524 habitants).
Au recensement de 2015, la population de la municipalité passe à 22 643 habitants.

## Jumelage
- Bollullos de la Mitación ( Espagne) : Magdalena fait partie des onze municipalités mexicaines avec lesquelles Bollullos a un programme de coopération et d'échanges car elles ont été évangélisées par le franciscain Juan Calero (es) né en 1500 à Bollullos de la Mitación[3].